# Jean Mabillon

Annales Ordinis Sancti Benedicti, 1739. Da BEIC, biblioteca digitale

Jean Mabillon (Saint-Pierremont, 23 novembre 1632 – Saint-Germain-des-Prés, 27 dicembre 1707) è stato un monaco cristiano, diplomatista, teologo e medievista francese della congregazione benedettina di San Mauro; si dedicò agli studi storici e di erudizione ed è considerato il fondatore della paleografia e della diplomatica.

## Biografia
Figlio di Estienne Mabillon (morto nel 1692, all'età di 104 anni) e di Jeanne Guérin, si formò a Reims, dapprima presso il Collège des Bons Enfants e poi presso il locale seminario: nel 1654 entrò come monaco nell'abbazia di Saint-Remi, della benedettina Congregazione di San Mauro. Dopo aver peregrinato attraverso numerosi monasteri dell'ordine (Corbie, Saint-Denis di Parigi) coltivando le sue ricerche storiche, nel 1664 venne chiamato, come aiuto bibliotecario di Luc d'Achery, in quello di Saint-Germain-des-Prés di Parigi; in questo monastero ebbe modo di operare insieme a personaggi come Du Cange, Étienne Baluze e Louis-Sébastien Le Nain de Tillemont.
Scrisse da allora una lunga serie di opere di erudizione, tra cui: la Sancti Bernardi opera omnia (1667), gli Acta sanctorum ordinis sancti Benedicti (in nove volumi, editi tra il 1668 e il 1701), i Vetera Analecta (1675 - 1685) e gli Annales ordinis sancti Benedicti (1703 - 1707).
È ricordato soprattutto per i sei libri del De re diplomatica (1681), ritenuta l'opera fondativa della paleografia e della diplomatica moderna: il lavoro attirò l'attenzione anche di Jean-Baptiste Colbert e di Luigi XIV, per conto del quale intraprese un lungo viaggio attraverso le Fiandre, la Svizzera, la Germania e l'Italia, alla ricerca di libri e manoscritti medievali che arricchissero la biblioteca reale. Marc Bloch, nella sua Apologia della storia, definì la data di pubblicazione del De re diplomatica «Una gran data in verità, nella storia dello spirito umano. La critica dei documenti d'archivio fu definitivamente fondata».
Di ritorno dal suo viaggio (1685), in polemica con l'abate Armand Jean Le Bouthillier de Rancé, fondatore dei Trappisti, che propugnava il ritorno dei monasteri a comportamenti più austeri, difese il diritto degli ordini religiosi a coltivare lo studio con un trattato sugli studi monastici del 1691.

## Nell'arte
I Vetera analecta sono menzionati nella premessa a Il nome della rosa di Umberto Eco.